# Tarnaméra
Tarnaméra község Heves vármegye Hevesi járásában.

## Fekvése
Gyöngyös és Heves városok között helyezkedik el, Budapesttől 100 kilométerre, Egertől 45 kilométerre.
A közvetlen szomszédos települések: észak felől Tarnazsadány, kelet felől Boconád, délkelet felől Heves, dél felől Jászszentandrás, délnyugat felől Erk, nyugat felől pedig Zaránk. Északnyugat felől a legközelebbi település Nagyfüged, de a közigazgatási területeik (kevés híján) nem határosak.
Külterületeinek jelentős hányada − közel 11 négyzetkilométernyi terület, a falu központjától délre, Pusztafogacs tanyavilága térségében − a Hevesi Füves Puszták Tájvédelmi Körzet részeként természetvédelmi oltalom alá esik.

### Megközelítése
Csak közúton érhető el, Tarnazsadány vagy Boconád érintésével a 3204-es, vagy Zaránkon keresztül a 3205-ös úton. Az ország távolabbi részei felől az M3-as autópályán közelíthető meg a legegyszerűbben, nagyfügedi letéréssel.

## Története

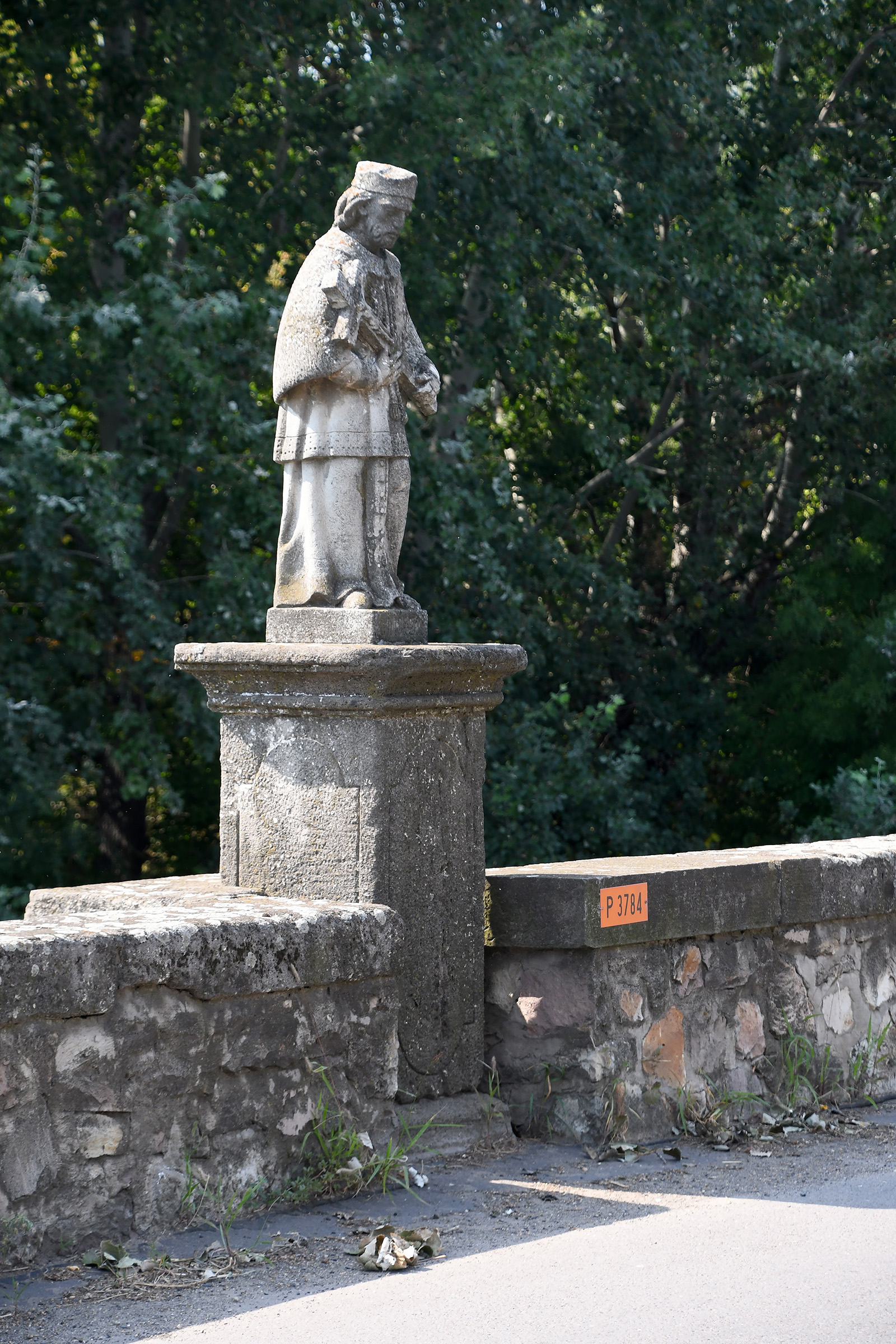
Nepomuki Szent János szobra a Tarna hídján

Tarnaméra jelenlegi nevét csak az utóbbi évszázad óta viseli.
A régészeti kutatások alapján feltételezhető, hogy a Tarna-patak partja (Tarnaméra) már a bronzkor óta lakott település volt.
A község első írásos említése 1334-ben történik Myra néven, majd később Méra, majd Vakméra, később Szentmártonméra, valamint nevezték még Egyházasmérának, Vakmérának, Mezőmérának, Felsőmérának, Mirének, majd az Almásyak beköltözése után kapta a Méra nevet.
Tarnaméra megalakulásától (kb. az 1300-as évektől) 1701-ig több nemes birtoka, majd 1701-től lettek az Almásyak a földbirtokosai, mintegy 200 éven keresztül. Még az Almásyak előtt, 1687-ben elpusztult a település, lakatlanná vált. A dinasztia azonban újraépítette, és újból benépesítette. Majd 1705-ben a labancok újból elpusztították. Az Almásyak azonban 1711-ben ismét hozzáláttak az újratelepítéshez, így egyre többen költöztek ide. Adóösszeírások alapján tudjuk, hogy kb. 25-30 magyar parasztcsalád élt a faluban különböző nemesi családok birtokain.
1796 "Méra. Magyar falu Heves Vármegyében, földes Ura Almásy Uraság, lakosai többfélék, fekszik Bocsonádhoz nem meszsze, és annak filiája, földgye, réttye jó, piatzozása Gyöngyösön, legelője elég, fája, makkja, nádgya nints."
Az Almásy család helybeli múltjára az általuk épített Almásy-kastély emlékeztet.
1851 "Méra, magyar falu Heves vmegyében, Zsadány szomszédságában: 815 kath., 19 zsidó lakos. Kath. paroch. szentegyház. Vendégfogadó. Termékeny fekete föld. Sok széna. Földes urai gr. Almásy Ignácz, Almásy Károly és István, Rakovszky és mások. Utolsó posta Gyöngyös."
A XX. század elején már több egyesület és szövetség működött a községben. Voltak köztük tűzoltó egyesületek, lövész egyesület, pénzügyi szövetkezetek.
A lakosság többsége a mezőgazdasági termelésből élt. Azonban iparosok és kereskedők is szép számmal éltek itt. Az idő múlásával egyre több szövetkezet alakult meg, valamint a helyi posta is létrejött.
1931-ben épült ki az elektromos hálózat.
Az előző rendszer nyomai ekkor egyre jobban láthatóak voltak Mérán. Egyre több szövetkezet alakult, több TSZ is létrejött. Erősen látszódott, hogy a rendszer egyre jobban erőltette a mezőgazdaság minél nagyobb fokú felvirágozódását.
1950-ben megalakult a községi tanács. Az elkövetkező időszak jelentős változást hozott a község életébe. A Holt-Tarnán, s a nagy csatornákon 3 hidat újjáépítettek.
Az Alföld és Mátraalja találkozásánál elhelyezkedő település felszín alatti vizekben nagyon gazdag. 1950-es években olaj után kutatva tört fel a felszínre az a termálvíz, melyre néhány évvel később strandot építettek.
A közelmúltban történt a Tarnamérai Strandfürdő medencéjének feszített víztükrűvé alakítása, vízforgató és -tisztító berendezést szereltek be, valamint felújították a főútvonalakat.
A település egy része a Hevesi Füves Puszták Tájvédelmi Körzet részét képezi.

## Közélete

### Polgármesterei
- 1990–1994: Bencze László (független)[3]
- 1994–1998: Bencze László (független)[4]
- 1998–2002: Bencze László István (független)[5]
- 2002–2006: Bencze László István (független)[6]
- 2006–2010: Timár László (független)[7]
- 2010–2014: Timár László (független)[8]
- 2014–2019: Timár László (független)[9]
- 2019–2024: Timár László (független)[10]
- 2024– : Kiss Ferenc (független)[1]

## Népesség
A település népességének változása:
| Lakosok száma | 1671 | 1663 | 1659 | 1589 | 1532 | 1515 | 1488 |
|               | 2013 | 2014 | 2015 | 2021 | 2022 | 2023 | 2024 |

2001-ben a település lakosságának közel 100%-a magyar nemzetiségűnek vallotta magát.
A 2011-es népszámlálás során a lakosok 84,6%-a magyarnak, 0,3% cigánynak, 0,2% németnek mondta magát (15,3% nem nyilatkozott; a kettős identitások miatt a végösszeg nagyobb lehet 100%-nál). A vallási megoszlás a következő volt: római katolikus 63,2%, református 1%, felekezeten kívüli 8,1% (26,6% nem nyilatkozott).
2022-ben a lakosság 93%-a vallotta magát magyarnak, 0,7% cigánynak, 0,3% németnek, 0,3% ukránnak, 0,3% románnak, 0,1-0,1% görögnek, szerbnek, lengyelnek és szlováknak, 2,1% egyéb, nem hazai nemzetiségűnek (6,7% nem nyilatkozott; a kettős identitások miatt a végösszeg nagyobb lehet 100%-nál). Vallásuk szerint 44,6% volt római katolikus, 2,5% református, 0,3% görög katolikus, 0,1% evangélikus, 0,1% ortodox, 2% egyéb keresztény, 1,2% egyéb katolikus, 8,9% felekezeten kívüli (40,1% nem válaszolt).

## Nevezetességei

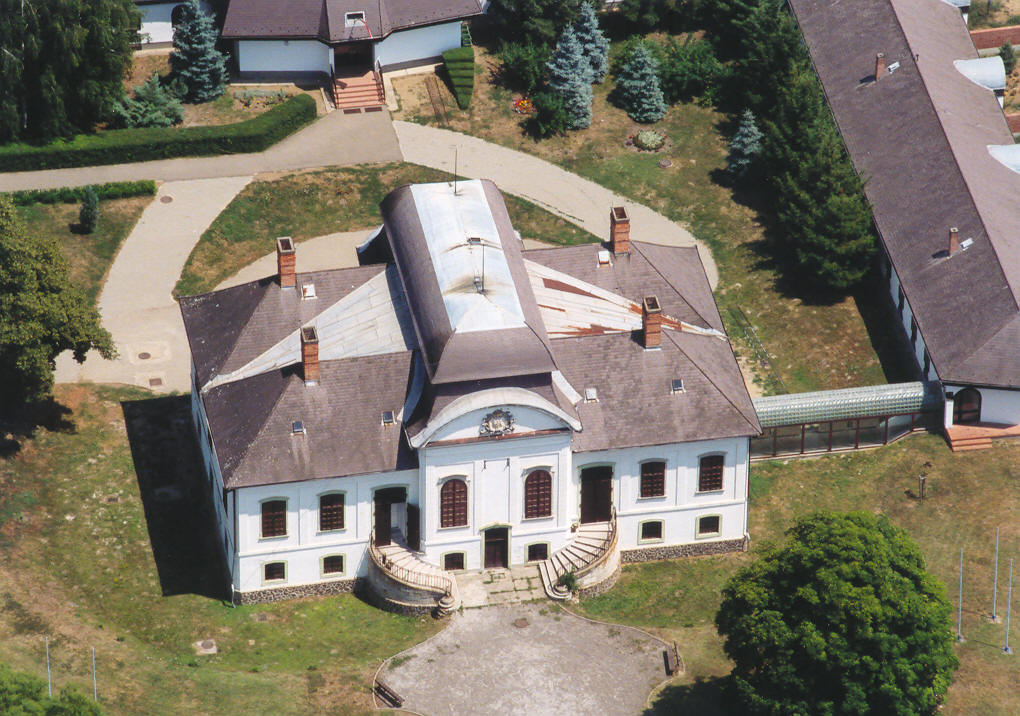
Almásy-kastély

- Almásy-kastély, benne az országban elsőként létrejött Magyar Rendőrmúzeum, ahol ma a világ legnagyobb rendőrruha gyűjteménye található.
- Tarna-híd, barokk Nepomuki Szent János-szoborral.
- Strandfürdő.
- Barokk stílusú római katolikus temploma, melynek különlegessége a hajó alakú oltára.
- A Pusztafogacsi kápolna, mellette Nepomuki Szent János-szobor